# Мороженое из теста для печенья с шоколадной крошкой
Мороженое из теста для печенья с шоколадной крошкой — популярный десерт, для приготовления которого используются ванильное мороженое, шоколадная крошка и тесто для печенья с шоколадной крошкой.

## История
Считается, что мороженое из теста для печенья с шоколадной крошкой появилось в 1984 году в первом «магазинчике» Ben & Jerry’s в Берлингтоне, штат Вермонт, благодаря анонимному предложению на их доске для предложений по вкусам. В 1991 году сеть Ben & Jerry's начала продавать пинты мороженого с этим вкусом, которое быстро стало популярным среди потребителей. К 1992 году на шоколадное печенье приходилось 20 процентов от общего объёма продаж мороженого компании, и другие производители мороженого, такие как Dreyer's и Mrs. Fields, начали выпускать собственные версии этого вкуса.

## Подготовка
Начиная с 1990 года, компания Rhino Foods производила тесто для печенья, которое использовалось в мороженом Ben & Jerry’s из шоколадного печенья с кусочками шоколада. Они изобрели технологию сохранения тягучей консистенции теста для печенья при заморозке, которую основатель назвал «технологическим прорывом».
Из-за риска для здоровья, связанного с употреблением сырого теста для печенья, тесто, используемое в мороженом из теста для печенья, пастеризуется и подвергается термической обработке. По этой причине тесто не подходит для выпечки.